# غريس كوفمان
غريس كوفمان (بالإنجليزية: Grace Kaufman)‏ هي ممثلة أمريكية، ولدت في 29 أبريل 2002 في لوس أنجلوس في الولايات المتحدة.

## وصلات خارجية
- غريس كوفمان على موقع IMDb (الإنجليزية)
- غريس كوفمان على موقع قاعدة بيانات الفيلم (الإنجليزية)